# La niebla y la doncella
La niebla y la doncella es una novela del escritor español Lorenzo Silva, publicada en 2002. Es la tercera historia de la serie protagonizada por los guardias civiles Bevilacqua y Chamorro.
También, ha pasado al cine español en 2017 a manos del director Andrés Koppel y con la producción de Tornasol Films, Atresmedia Cine, Hernández y Fernández PC, Gomera Producciones.

## Argumento
Un joven muere degollado en la isla de la Gomera. La guardia civil no es capaz de resolver el asesinato. Dos años después, el caso llega a la mesa del sargento Bevilacqua, quien con su compañera, la cabo Chamorro, parten para las islas Canarias, donde se enfrentarán a una historia de amores prohibidos y corrupción que involucrará al concejal Gómez Padilla.